# Chlorobionta
De Chlorobionta vormen een clade van groene algen binnen de Viridiplantae. Deze clade omvat twee belangrijke groepen van groene algen: de Prasinophyta en de Chlorophyta (groenwieren).
De groep van de Prasinophyta is echter parafyletisch en moet voorlopig worden opgesplitst in 9 families.
De Chlorobionta vormen een zustergroep van de Streptobionta met onder andere de kranswieren (Charophyta) en de Embryophyta ("landplanten" met mossen, varens, naakt- en bedektzadigen).
Binnen de Chlorobionta vormen de stam van de groenwieren Chlorophyta (Pascher 1914), groenwieren, een zeer belangrijke groep met grote soortenrijkdom, verscheidenheid in bouw en in levenscyclus.
| Fylogenetische stamboom van de Chlorobionta |
| --- |
| - Supergroep Archaeplastida (Adl et al. 2005) - Rijk Rhodoplantae (Saunders & Hommersand 2004) - - Stam Rhodophyta (Wettstein 1922), roodwieren - Stam Cyanidiophyta (Saunders & Hommersand 2004) - ? Glaucophyta (Skuja 1954) - Rijk Viridiplantae (Cavalier-Smith 1981) - Onderrijk Chlorobionta , groene algen - "Prasinophyceae VI" (→ Prasinophyta) - - "Prasinophyceae I" (→ Prasinophyta) - - "Prasinophyceae II" (→ Prasinophyta) - - "Prasinophyceae V" (→ Prasinophyta) - - "Prasinophyceae VIII" (→ Prasinophyta) - "Prasinophyceae VII" (→ Prasinophyta) - - "Prasinophyceae III" (→ Prasinophyta) - - "Prasinophyceae IX" (→ Prasinophyta) - - "Prasinophyceae IV" (→ Prasinophyta) - Stam Chlorophyta (Pascher 1914), groenwieren - Onderrijk Streptobionta - Stam Charophyta (Karol & al. 2001), kranswieren (→ basale Streptobionta) - - Mesostigma (→ basale Streptobionta) - - Chlorokybus (→ basale Streptobionta) - Superstam Embryophyta (landplanten) |
| taxonomische groep; benoemde clade (een monofyletische groep) wordt ook gerekend tot een niet-monofyletische groep (→ behoort tot de ...) |